# Antifaschistische Aktion
Ne doit pas être confondu avec Action antifasciste.
L'Antifaschistische Aktion, connue sous son abréviation Antifa, était une organisation affiliée au Parti communiste d'Allemagne (KPD) qui existait de 1932 à 1933.
Sous la direction d'Ernst Thälmann, le KPD était devenu un parti résolument stalinien, contrôlé et financé en grande partie par la direction soviétique depuis 1928 ; le parti avait adopté la position qu'il était « le seul parti antifasciste », alors qu'il considérait tous les autres partis, et en particulier le Parti social-démocrate (SPD), comme des « fascistes ». Le KPD ne considérait pas le « fascisme » comme un mouvement politique spécifique, mais surtout le stade final du capitalisme, et « antifascisme » était donc synonyme d'anticapitalisme. Le KPD a déclaré que « combattre le fascisme signifie combattre le SPD, au même titre que combattre Hitler et les partis de Brüning ». En 1929, le groupe paramilitaire du KPD, Roter Frontkämpferbund, est interdit en tant qu'extrémiste par les sociaux-démocrates au pouvoir. L'Antifaschistische Aktion a été formée en grande partie pour contrecarrer la création du Front de fer par les sociaux-démocrates en 1931, que le KPD considérait comme une « organisation terroriste social-fasciste ». L'Antifaschistische Aktion faisait partie intégrante du KPD et était principalement active comme campagne du KPD lors des élections de 1932. Au cours de sa brève existence, l'Antifaschistische Aktion se concentra en grande partie sur les sociaux-démocrates, tels qu'ils étaient vus par le KPD comme les fascistes les plus dangereux et les plus capables; le KPD considérait le NSDAP comme un parti fasciste moins sophistiqué et comme le moindre mal comparé au SPD, et coopérait parfois avec eux pour attaquer les sociaux-démocrates.
Au cours de l'après-guerre, l'organisation historique a inspiré de nouveaux groupes et réseaux, connus sous le nom de mouvement Antifa au sens large, dont beaucoup utilisent l'esthétique de l'Antifaschistische Aktion historique, notamment son nom abrégé « Antifa » et une version modifiée de son logo.

## Contexte
La fin des années 1920 et le début des années 1930 ont été marqués par des tensions principalement entre trois grands groupes, le Parti communiste d'Allemagne (KPD) d'un côté, le Parti nazi d'un côté et une coalition de partis au pouvoir, principalement des sociaux-démocrates et des libéraux, de l'autre côté. Berlin en particulier a été le théâtre d'affrontements réguliers et souvent très violents. Les communistes et les nazis ont explicitement cherché à renverser la démocratie libérale de la République de Weimar, tandis que les sociaux-démocrates et les libéraux ont fermement défendu la république et sa constitution. Dans le cadre de cette lutte, les trois factions ont organisé leurs propres groupes paramilitaires.
Sous la direction de Ernst Thälmann, le KPD devint un parti stalinien farouchement fidèle au gouvernement soviétique et, depuis 1928, le KPD était en grande partie contrôlé et financé par le gouvernement soviétique par le biais de l'Internationale. Pendant toute la période de Weimar, le KPD considérait le Parti social-démocrate allemand (SPD) comme son principal adversaire et, sous la direction de Thälmann, le KPD avait adopté la position selon laquelle le SPD était le principal parti fasciste en Allemagne; elle reposait sur la théorie du social-fascisme proclamée par Staline et soutenue par le Komintern à la fin des années 1920 et au début des années 1930, selon laquelle la social-démocratie était une variante du fascisme et même la forme la plus insidieuse de fascisme. En conséquence, le KPD a déclaré qu'il était « le seul parti antifasciste » en Allemagne et a déclaré que « combattre le fascisme, c'est lutter contre le SPD au même titre que combattre Hitler et les partis de Brüning. »
Dans l’usage de l’Union soviétique, du Komintern et ses partis affiliés, y compris le KPD, ont utilisé l’épithète « fasciste » à partir des années 1920 pour décrire la société capitaliste en général et pratiquement toute activité ou opinion anti-soviétique ou anticommuniste. Le terme «antifasciste» est devenu omniprésent dans les usages soviétiques, communistes et du KPD, où il est devenu synonyme de la ligne du Parti communiste. Dans le KPD et l'usage soviétique, le « fascisme » était principalement perçu comme la phase finale du capitalisme, plutôt que comme un groupe ou un mouvement spécifique tel que les fascistes italiens ou les nationaux-socialistes allemands, et s'appuyait sur cette théorie de manière très large.
L'organisation paramilitaire et de propagande du KPD, le Roter Frontkämpferbund (Ligue des combattants du Front rouge ou RFB), a été créée en 1924 et est souvent impliquée dans de violents affrontements avec la police. En 1929, les sociaux-démocrates au pouvoir ont interdit le Front rouge en tant qu'extrémiste, à la suite de rassemblements à propos du "Maifeiertag" à Berlin. 33 personnes ont été tuées et beaucoup ont été blessées dans les affrontements entre la police et les manifestants. Le 1er mai 1929 fut le "Maifeiertag" le plus sanglant de l'histoire allemande. En 1930, le KPD a établi son successeur de facto, la Kampfbund gegen den Faschismus (Alliance de lutte contre le fascisme.),. À la fin de 1931, les unités locales de Roter Massenselbstschutz (Autodéfense de masse, RMSS) ont été formées par les membres du Kampfbund en tant que structures autonomes et mal organisées, dirigées par le KPD, mais en dehors de son organisation formelle. politique de front pour travailler avec d'autres groupes de la classe ouvrière pour vaincre le « fascisme » tel qu'interprété par le parti. Le KPD a vu le parti nazi de manière ambiguë au début des années 1930; D'un côté, le KPD considérait le NSDAP comme l'un des partis fascistes, même s'il était moins diabolique que le SPD, d'autre part, le KPD cherchait à faire appel à la gauche du mouvement nazi en utilisant des slogans nationalistes. Le KPD a parfois coopéré avec les nazis pour attaquer les sociaux-démocrates. En 1931, le KPD s'était uni aux nazis, qu'ils qualifiaient de « camarades des travailleurs », dans une tentative infructueuse de faire tomber le gouvernement de l'État social-démocrate de Prusse par référendum. En octobre 1931, une coalition de partis de droite et d'extrême droite avait créé le Front Harzburg, qui s'opposait au gouvernement du parti du Centre, Heinrich Brüning, et les sociaux-démocrates et groupes affiliés avaient créé le Front de fer, qui cherchait à défendre la démocratie libérale. et la constitution de la République de Weimar. Ce dernier s’oppose à la fois au nazisme et au communisme et est considéré par le KPD comme une « organisation terroriste social-fasciste. »